# Polo (Illinois)
Polo è una città degli Stati Uniti d'America situata nel centro dello Stato dell'Illinois. Fa parte della Contea di Ogle. Rientra nell'Area metropolitana di Rockford.

## Geografia fisica
Le coordinate geografiche di Polo sono 41°59′13″N 89°34′38″W (41.986852, -89.577100). La città ha una superficie di 4 km², tutti di terra.

## Società

### Evoluzione demografica
Al censimento del 2000, risultarono 2 477 abitanti, 1007 nuclei familiari e 654 famiglie residenti in città. Ci sono 1081 alloggi con una densità di 318.6/km². La composizione etnica della città è 98.39% bianchi, 0.04% neri o afroamericani, 0.20% nativi americani, 0.32% di altre razze, 0.04% isolani del Pacifico e 1.57% ispanici e latino-americani. Dei 1007 nuclei familiari il 31.3% ha figli di età inferiore ai 18 anni che vivono in casa, 51.5% sono coppie sposate che vivono assieme, 10.1% è composto da donne con marito assente, e il 35.32% sono non-famiglie. Il 31.1% di tutti i nuclei familiari è composto da singoli 16.05% da singoli con più 65 anni di età. La dimensione media di un nucleo familiare è di 2.40 mentre la dimensione media di una famiglia è di 3.00. Il reddito medio di un nucleo familiare è di $38,833 mentre per le famiglie è di $46,250. Gli uomini hanno un reddito medio di $37,857 contro $24,135 delle donne. Il reddito pro capite della città è di $18,604. Circa il 7.2% delle famiglie e il 9.2% della popolazione è sotto la soglia della povertà. Sul totale della popolazione l'11.2% dei minori di 18 anni e il 10.% di chi ha più di 65 anni vive sotto la soglia della povertà.

## Educazione
La città è servita dal distretto scolastico 222, che comprende le seguenti scuole:
- Centennial Elementary School;
- Aplington Middle School;
- Polo Community High School.